# Соломон Голдщайн
Соломон Лазаров Голдщайн (на руски: Соломон Лазаревич Гольдштейн), наричан Беркман, Черски, а известен също като Симеон Лазаров е български, швейцарски и съветски комунистически деец от еврейски произход.

## Биография
Роден е на 25 май 1884 година в Шумен. Работи като като металоработник и през 1906 година става член на БРСДП (т.с.). През следващите години се издига в редиците на синдикалното движение като застава начело на Съюза на металиците. При избухването на Балканската война в 1912 година е доброволец в Македоно-одринското опълчение във 2 рота на 3 солунска дружина. След войната емигрира във Франция и става член на френската секция на Работническия интернационал. Докато работи в завод на Рено Голдщайн се болшевизира и през 1915 година се премества в Цюрих, където влиза в близки отношения с Владимир Ленин. По време на войната има активна роля в Цимервалдската левица, от която по-късно ще произлезе Комунистическия интернационал. По-късно Голдщайн ще участва във формирането на Швейцарската комунистическа партия.
След Октомврийската революция от 1917 година се установява в Москва, а между май 1919 – февруари 1920 година е представител на Болшевишката партия в България. Като такъв критикува пасивността на ръководената от Димитър Благоев БКП  (т.с.) и подкрепя крайно левите елементи, склонни към тероризъм, като убийците на министър Михаил Такев през януари 1920 година. Крайната линия на Голдщайн стимулира Д. Благоев да напише критичната статия "Тесни социалисти с анархистични глави'', в която критикува политическия екстремизъм. В този период Голдщайн се заниимава с  журналистика, публикува брошура, подписана като Слави Зидаров, в която критикува БКП, че не е направила опит да болшевизират Владайското въстание и Радомирската република през 1918 година.
През 1920 година се завръща в Съветска Русия, където участва в дейността на Коминтерна до 1921 година. Между 1922 – 1924 година е ръководител на съветската легация във Виена, Австрия. Като такъв участва в подготовката на албанската революция през 1924 година. На 9 април 1924 година като представител на СССР и Коминтерна Соломон Голдщайн заедно с представителите на ВМРО Петър Чаулев и Димитър Влахов и на БКП Никола Харлаков и Филип Атанасов от МФО подписват декларация за сътрудничество, като в резултат на преговорите скоро след това е публикуван Майския манифест и е създадена ВМРО (обединена). Голдщайн присъства на учредяването на организацията във Виена през 1925 г.
След смъртта на Ленин през 1924 година Голдщайн заема позиция в подкрепа на лявото крило във ВКП (б), вероятно под влияние на Адолф Йофе. Заради това по-късно става жертва на политическите чистки на Йосиф Сталин между 1936 – 1956 година. През 1957 Голдщайн е реабилитиран в хода на десталинизацията по време на управлението на Хрушчов. Умира в Москва на 14 май 1968 година.